# Dracula lafleurii
Dracula lafleurii — вид квіткових рослин родини орхідні (Orchidaceae). Вид зустрічається на північному заході Еквадору. Мешкає у гірських вологих лісах. Вид відомий тим, що заманює комах-запилювачів мімікрією під гриб. Рослина приваблює комах своїм запахом та забарвленням.